# 3575 Anyuta
A 3575 Anyuta (ideiglenes jelöléssel 1984 DU2) a Naprendszer kisbolygóövében található aszteroida. Nyikolaj Sztyepanovics Csernih fedezte fel 1984. február 26-án.